# 埃里克·林德
埃里克·林德（瑞典語：Erik Lindh，1964年5月24日—），瑞典男子乒乓球运动员，现任瑞典国家乒乓球队主教练。是1990年代初期处于鼎盛时期的瑞典男子乒乓球队的成员之一。

## 生平
林德在1988年夏季奥林匹克运动会乒乓球比赛男子单打比赛四分之一决赛中以3：1爆冷击败中国选手江嘉良，杀入四强，但随后以0：3负于韩国选手刘南奎，其后在铜牌战中以3：1击败匈牙利的蒂博尔·克兰帕尔，获得男子单打铜牌。1989年至1993年间，作为团队成员随队连续三届获得世乒赛男子团体冠军，与瓦尔德内尔、佩尔森、卡尔松、阿佩尔格伦等人，共同缔造了辉煌一时的“瑞典王朝”。

## 技术特点
林德左手横握球拍，两面弧圈球打法，尤其以反手弧圈球闻名。